# ERS-505

Escudo da rodovia

RS-505 é uma rodovia brasileira do estado do Rio Grande do Sul. Localizada no município de Santa Maria liga a BR-392 a Vila Santa Flora, dividindo os bairros Passo do Verde e Santa Flora, e por fim cortando Santa Flora até atingir a vila homônima.
Oficialmente, em Santa Maria, a rodovia leva o nome de Estrada Municipal Januário Chagas Franco, porém este nome se estende até a divisa com São Gabriel, enquanto que RS-505 se estende apenas até a Vila.
Pela localização geográfica e funcionalidade, é considerada uma rodovia de ligação. E não é pavimentada.